# Triclisia calopicrosia
Triclisia calopicrosia är en tvåhjärtbladig växtart som först beskrevs av Louis Antoine François Baillon, och fick sitt nu gällande namn av Friedrich Ludwig Diels. Triclisia calopicrosia ingår i släktet Triclisia och familjen Menispermaceae. Inga underarter finns listade i Catalogue of Life.